# 熊谷克仁
熊谷 克仁（くまがい かつひと、1964年10月3日 - ）は、日本のアルペンスキーヤーである 。 1988年の冬季オリンピックに出場した 。近畿大学卒。

## 参照資料
1. ↑  “Katsuhito Kumagai Olympic Results”.  Sports Reference LLC. 2020年4月17日時点のオリジナルよりアーカイブ。2018年3月22日閲覧。
2. ↑  skicomp1947のブログ